# Sérgio de Deus Borges
Dom Sérgio de Deus Borges (Alfredo Wagner, 4 de setembro de 1966) é um bispo católico brasileiro.

## Biografia
Nascido na cidade de Alfredo Wagner, morou na cidade de Londrina até 1975. De 1985 a 1987 cursou Filosofia com os Freis Capuchinhos em Ponta Grossa e os estudos Teologia no Instituto Teológico Paulo VI, em Londrina, de 1989 a 1993. Fez a faculdade de Pedagogia na Universidade Luterana do Brasil e tem especialização em gestão do ambiente escolar pela mesma Universidade. De 1997 a 2000 fez o mestrado em Direito Canônico na Pontifícia Universidade Lateranense, de Roma, e tem especialização em Direito do Matrimônio e da Família, pela Pontifícia Universidade da Santa Cruz de Roma. Está cursando o doutorado em Direito Canônico pela Pontifícia Universidade Católica de Buenos Aires.
Foi ordenado presbítero no dia 6 de fevereiro de 1993, sendo incardinado na Diocese de Cornélio Procópio onde exerceu as seguintes funções: Pároco da Paróquia São Miguel e São Francisco, de 1993 a 1997; Membro do Conselho de Presbíteros e do Colégio de Consultores, por dois períodos, de 1994 a 1997 e de 2000 a 2012; Assessor da Pastoral da Juventude de 1992 a 1995; Assessor da Pastoral do Dízimo, de 1995 a 1997; Administrador Paroquial da Paróquia Nossa Senhora da Conceição, de 2001 a 2003; Assessor da Pastoral Familiar na Diocese de 2000 a 2006; Reitor do Seminário Menor Menino Deus, de 2000 a 2011; Pároco da Paróquia Nossa Senhora da Conceição, em Jataizinho, de 2011 até a nomeação ao episcopado.
Foi professor de Direito Canônico do Instituto Teológico Paulo VI, de Londrina, de 2001 a 2004 e Diretor do mesmo Instituto, em 2003 e 2004; foi diretor do Curso de Teologia da Pontifícia Universidade Católica do Paraná, Campus de Londrina, de 2005 a 2007, e professor da mesma universidade, desde 2005. Também foi professor e coordenador do Pontifício Instituto Superior de Direito Canônico do Rio de Janeiro, em Londrina, desde 2005.
Até a nomeação episcopal exerceu o cargo de Juiz do Tribunal Eclesiástico Interdiocesano de Londrina, desde 2001; no mesmo Tribunal, foi Vigário Judicial Adjunto, de 2003 a 2006; e Vigário Judicial, desde 2007. Desde 2011 é presidente da Sociedade Brasileira de Canonistas.
Aos 27 de junho de 2012 foi nomeado pelo Papa Bento XVI como bispo titular de Gergi e auxiliar da Arquidiocese de São Paulo. Sua ordenação episcopal ocorreu em 18 de agosto de 2012, no Colégio Nossa Senhora do Rosário em Cornélio Procópio, por Dom Getúlio Teixeira Guimarães SVD, bispo de Cornélio Procópio; os co-consagradores foram o Arcebispo de São Paulo, Odilo Pedro Cardeal Scherer, e o bispo auxiliar de São Paulo, Dom Edmar Peron.
Tomou posse como bispo auxiliar na Catedral da Sé em 02 de setembro de 2012, e no mesmo dia foi acolhido como vigário episcopal para a Região Santana.
Em 23 de maio de 2018, foi nomeado pelo Papa Francisco como Administrador Apostólico da Eparquia Greco-Melquita Nossa Senhora do Paraíso em São Paulo. Recebeu a nomeação, em 17 de julho de 2019, para a Diocese de Foz do Iguaçu. Foi instalado em 7 de setembro e aos 22 de setembro de 2019 cessou sua administração na eparquia Nossa Senhora do Paraíso.